# Bad Taste Records
Bad Taste Records ist ein schwedisches Label aus der Stadt Lund. Musikalisch sind Richtungen wie Punkrock, Hardcore und auch verschiedene andere Rockarten vertreten.
Bad Taste wurde 1992 von Björn Barnekow zunächst als Mailorder-Firma gegründet. Die erste Veröffentlichung war 1994 die EP Skate To Hell der Satanic Surfers.

## Veröffentlichungen (Auswahl)
- All Systems Go! – Mon Chi Chi (2002)
- Astream – Woodfish (1996)
- Danko Jones – Born a Lion (2002)
- David & the Citizens – Stop The Tape! Stop The Tape! (2006)
- Four Square – Three Chords...One Capo (2003)
- Hard-Ons – This Terrible Place (2001)
- Intensity – The Ruins of Our Future (2001)
- Joey Cape – Bridge (2008)
- Langhorns – Club Gabardino (2002)
- Last Days of April – Ascend to the Stars (2019)
- Logh – The Raging Sun (2003)
- Looptroop – Professional Dreamers (2011)
- Misconduct – A New Direction (1999)
- Pridebowl – Where You Put Your Trust (1997)
- Sahara Hotnights – What If Leaving Is a Loving Thing (2007)
- Satanic Surfers – Songs from the Crypt (Kompilation, 1999)
- Satanic Surfers / Ten Foot Pole – Ten Foot Pole / Satanic Surfers Split (Split-EP, 1995)
- Turtlehead – I Preferred Their Earlier Stuff. (1997)
- Venerea – One Louder (2006)
- The Weakerthans – Left and Leaving (2000)
- Within Reach – Complaints Ignored (2001)